# آرکادی هامبارتسومیان
آرکادی استانیسلاوی هامبارتسومیان (Արկադի Ստանիսլավի Համբարձումյան؛ زادهٔ ۹ آوریل ۱۹۷۱) یک حقوق‌دان، کارآفرین و سیاستمدار اهل ارمنستان است که از تاریخ ۲۰۰۳ تا تاریخ ۲۰۱۸ سمت نمایندگی دوره‌های سوم تا ششم مجلس ملی جمهوری ارمنستان را برعهده داشت.

## زندگی‌نامه
در ۹ آوریل ۱۹۷۱ در ایروان به دنیا آمد و از دانشکده حقوق دانشگاه دولتی ایروان فارغ‌التحصیل شد. 